# Jean II de Rieux
Pour les articles homonymes, voir Jean II.
Jean II, sire de Rieux et de Rochefort, baron d'Ancenis, (né vers 1342 - 1417 - Rochefort), chevalier breton, rendit de grands services au roi Charles VI qui le nomma maréchal de France par lettres patentes du 19 décembre 1397. Fils de Jean Ier de Rieux et d'Isabeau de Clisson, morte en 1343 (elle-même fille d'Olivier IV de Clisson, mort décapité sur ordre du roi Philippe VI de Valois, et de Jeanne de Belleville).  
Il fut l'un des signataires du second traité de Guérande en 1381 par lequel le duc de Bretagne Jean IV était rétabli dans ses droits, acceptait de rendre l'hommage simple au roi de France Charles VI régnant depuis peu, abandonnait l'alliance avec les Anglais et devait verser une indemnité qui ne fut pas payée.
Il défit les Anglais qui ravageaient la Bretagne en 1404 et, l’année suivante, fut envoyé en pays de Galles pour une expédition de représailles. Le résultat de cette expédition ne fut pas heureux. 
Son grand âge et ses blessures ne lui permettant plus d’exercer ses fonctions, il en fut, à sa demande, déchargé le 12 août 1417. Il mourut la même année en son château de Rochefort où il fut inhumé.

## Union et descendance
Marié le 16 février 1374 à Jeanne de Rochefort (1341- 3 mai 1423), vicomtesse de Donges, baronne d'Ancenis, dame de Rochefort, d'Assérac, de Châteauneuf-en-Saint-Malo et de Ranrouët, dont :
- Jean III de Rieux, 16e seigneur de Rieux, marié à Béatrice de (Rohan)-Montauban (vers 1385-† avant 1414), dame de La Gacilly, dont postérité,
- Isabeau de Rieux (14 juillet 1378-† 1452), dame de Nozay, mariée à Maurice de Volvire,
- Jeanne de Rieux,
- Béatrix de Rieux, († après 1446), mariée à Jean IV de Rougé († 8 février 1415, inhumé à l'église de Derval), 12e seigneur de Rougé, seigneur de Derval, de Cinq-Mars-la-Pile, de La Roche d'Iré, de Neuville, de La Cornouaille-en-Anjou, vicomte de La Guerche,
- Guillaume de Rieux,
- Marie de Rieux (vers 1387-† 1435), mariée à Jean de La Porte, seigneur de Vézins,
- Pierre de Rieux, seigneur de Rochefort, d'Assérac, et  de Derval, maréchal de France,
- Michel de Rieux (28 septembre 1394-† 12 janvier 1473), seigneur de Châteauneuf-en-Saint-Malo, marié à Anne de La Cholettière, puis remarié à Jeanne de Châteaugiron dite de Malestroit, dont :
  - Guillaume de Rieux († 14 février 1489), seigneur de Châteauneuf-en-Saint-Malo, marié à Jeanne de Ferrières (sans postérité),
  - Jean, écuyer du roi, sans alliance,
  - Pierre, marié à Louise de Bouillé, dame de Fontaine,
  - Gilles de Rieux, marié à Anne du Chastellier, fille de Vincent du Châtelier, vicomte de Pommerith, dont :
    - Jeanne de Rieux (†  1512), dame de Châteauneuf-en-Saint-Malo,
- Marguerite de Rieux, religieuse.

## Sources
- Jean II de Rieux sur roglo.eu.